# Piotr Dębowski
Piotr Dębowski (ur. 19 września 1965 w Lublinie) – polski dziennikarz i komentator sportowy.

## Życiorys
Jest absolwentem Technikum Elektronicznego w Koszalinie, następnie studiował na wydziale elektroniki Politechniki Szczecińskiej. W czasie studiów rozpoczął pracę w mediach w komercyjnym radiu As i Radio ABC oraz w Ośrodku Regionalnym TVP w Szczecinie. Od stycznia 1998 pracuje w Redakcji Sportowej TVP1.
Obecnie jest komentatorem TVP Sport. Specjalizuje się w siatkówce, piłce ręcznej, tenisie stołowym oraz łyżwiarstwie szybkim. Był nominowany do nagrody głównej w kategorii "Dziennikarz roku 2006" na Międzynarodowym Festiwalu Filmów i Programów Sportowych w Warszawie.
Jako sprawozdawca TVP relacjonował przebieg igrzysk olimpijskich w: Sydney 2000, Atenach 2004, Turynie 2006, Pekinie 2008, Vancouver 2010, Londynie 2012, Soczi 2014, Rio de Janeiro 2016, Pjongczang 2018, Tokio 2020, Pekin 2022 i Paryż 2024. Ponadto komentował mecze Ligi Światowej polskich siatkarzy, a także siatkarskich mistrzostw świata (Japonia 1998, Argentyna 2002 oraz Bułgaria/Włochy 2018) i mistrzostw Europy (Rzym 2005). W 2006 przekazywał informacje dla TVP z historycznych mistrzostw świata siatkarzy w 2006, w których Polacy wywalczyli tytuł wicemistrzowski.
Podczas Igrzysk Olimpijskich w Soczi 2014 komentował sukces i zwycięstwo Zbigniewa Bródki w łyżwiarstwie szybkim na 1500 metrów. W 2023 i 2025 należał do grona komentatorów Viaplay Polska na czas Mistrzostw Świata w Piłce Ręcznej Mężczyzn odbywających się w Polsce i w Szwecji oraz Mistrzostw Świata w Piłce Ręcznej Mężczyzn rozgrywanych w Chorwacji, Danii i Norwegii. Komentował tam wybrane spotkania turnieju. 
W 2004 wraz z Tomaszem Swędrowskim wziął udział w I Mistrzostwach Dziennikarzy w Siatkówce Plażowej, zajął trzecie miejsce.